# Eiji Miyashita
Eiji Miyashita (宮下 栄治 Miyashita Eiji?) es un seiyu japonés, nacido el 26 de septiembre de 1978 y quien actualmente está afiliado a Aptepro.

## Roles interpretados

### Anime

#### 2003
- Narutaru como Takeo Tsurumaru

#### 2004
- Samurai Champloo como Gatekeeper

#### 2005
- Black Cat como Gunman; Subordinate; Vector
- Ichigo 100% como Customer; Man; Schoolboy; Senior

#### 2006
- Nana como Nakamura
- Yomigaeru Sora – Rescue Wings como Dispatch; Hitoshi Tsujido; Kazushi Sugiura; Ooyama; Sawada

#### 2007
- Bakugan Battle Brawlers como Predator
- Dragonaut: The Resonance como Head Scientist; Keiichi Amagi
- Kekkaishi como Gen Shishio

#### 2008
- Nogizaka Haruka no Himitsu como Nagai

#### 2009
- Black God como Pupil; Raiga
- Nogizaka Haruka no Himitsu: Purezza como Nagai
- Yu-Gi-Oh! 5D's como Ramon (ep.86-92)

#### 2010
- Bakugan Battle Brawlers: New Vestroia como Predator
- Shiki como Sadafumi Tamo

#### 2011
- Bakugan: Gundalian Invaders como Airzel, Lythirius
- Fairy Tail como Hughes
- Fractale como Takamy
- Future Diary como 12th Blue; Believer Kobayashi; Cop B; Detective Suzuki; Guard; Itabashi; Mr. Moriya; Rocky; Shiraishi; Ushio Gasai
- Horizon in the Middle of Nowhere como Kenji Ito
- Last Exile: Fam, the Silver Wing como Glacies elder D; Hector; Integrated armed forces A); Messenger; Officer A; Oscar; Rakesh; Returnee; Sky pirate; Sky pirate communicator; Sorūsh's adjutant
- Mayo Chiki! como Jirō Sakamachi
- Nurarihyon no Mago como Do-Hiko

#### 2012
- Accel World Sand Duct
- Case Closed como Sumio Fujinami
- Fairy Tail como Nullpudding; Rocker; Velveno
- Horizon in the Middle of Nowhere Season 2 como Kenji Ito
- Hyōka como  Astrology Club Member Oda; Head of Lifeguards; Quiz Participant Naoki Goto; Radio Club Member; Schoolboy; Shrine Parishioner; Staff Member; Teacher; Worker B
- Ixion Saga DT como Limpus

#### 2013
- Arpeggio of Blue Steel ~Ars Nova~ como Kyōhei Kashihara
- Devil Survivor 2 The Animation como Bifrons
- Fairy Tail como Jiemma
- Log Horizon como Londark
- Sasami-san@Ganbaranai como Awajima

#### 2014
- Buddy Complex como Soeharto
- Tokyo ESP como Yoshito Sorimachi

#### 2015
- Assassination Classroom como Sōsuke Sugaya[2]
- Yamada-kun to 7-nin no Majo como Miyashita-kun, delincuente de pelo corto
- Log Horizon como Londark, Schreider
- The Rolling Girls como Marukome o Malcolm

#### 2021
- Tokyo Revengers - Jin Akaishi

### Drama CDs
- The Comic Artist and Assistants como Kazuma Tsuranuki